# Zoë Soul
Zoë Soul (11 de junio de 1994) también conocida como Zoe Borde, es una actriz de cine y televisión.

## Biografía
Zoë nació el 11 de junio de 1994 y creció en California, Estados Unidos.

## Carrera
En el 2014 interpretó a Kaci Reynolds en 25 episodios de la serie Reed Between The Lines y actuó en el papel de Eliza Abedul en la película Prisoners por el cual obtuvo un premio de NBR por mejor actriz de reparto, también es reconocida por interpretar el papel de Cali Sánchez en la película The Purge: Anarchy.

## Filmografía
- All of Us (2006).
- Reed Between the Lines (2011) como Kaci Reynolds.[4]
- Prisoners (2013) como Eliza Birch.[5][6]
- Right Mind (2013) como Jasmine.
- El mar de fuego (2014) como Sonya Harper.[7]
- Dogs in the Distance (2014) como Chica de la fiesta.
- The Purge: Anarchy (2014) como Cali Sánchez.[8]
- Single Ladies (2015) como Casey Bridges.
- The Last Two Lovers at the End of the World (2017).